# Bras-sur-Meuse
Bras-sur-Meuse és un municipi francès, a la riba del Mosa al departament del Mosa i a la regió del Gran Est. L'any 2007 tenia 686 habitants.

## Demografia

### Població
El 2007 la població de fet de Bras-sur-Meuse era de 686 persones. Hi havia 250 famílies, de les quals 52 eren unipersonals (16 homes vivint sols i 36 dones vivint soles), 83 parelles sense fills, 99 parelles amb fills i 16 famílies monoparentals amb fills.
La població ha evolucionat segons el següent gràfic:
Habitants censats

### Habitatges
El 2007 hi havia 260 habitatges, 251 eren l'habitatge principal de la família, 2 eren segones residències i 6 estaven desocupats. 238 eren cases i 23 eren apartaments. Dels 251 habitatges principals, 203 estaven ocupats pels seus propietaris, 43 estaven llogats i ocupats pels llogaters i 6 estaven cedits a títol gratuït; 10 tenien tres cambres, 45 en tenien quatre i 197 en tenien cinc o més. 217 habitatges disposaven pel capbaix d'una plaça de pàrquing. A 110 habitatges hi havia un automòbil i a 132 n'hi havia dos o més.

### Piràmide de població
La piràmide de població per edats i sexe el 2009 era:
| Homes | Edats   | Dones |
| ----- | ------- | ----- |
| 0     | 95 o +  | 0     |
| 0     | 90 a 94 | 0     |
| 0     | 85 a 89 | 0     |
| 8     | 80 a 84 | 0     |
| 12    | 75 a 79 | 12    |
| 4     | 70 a 74 | 4     |
| 20    | 65 a 69 | 16    |
| 16    | 60 a 64 | 16    |
| 12    | 55 a 59 | 12    |
| 36    | 50 a 54 | 32    |
| 20    | 45 a 49 | 12    |
| 0     | 40 a 44 | 16    |
| 24    | 35 a 39 | 12    |
| 32    | 30 a 34 | 44    |
| 16    | 25 a 29 | 20    |
| 8     | 20 a 24 | 12    |
| 8     | 15 a 19 | 12    |
| 8     | 10 a 14 | 16    |
| 36    | 5 a 9   | 24    |
| 16    | 0 a 4   | 24    |

## Economia
El 2007 la població en edat de treballar era de 434 persones, 312 eren actives i 122 eren inactives. De les 312 persones actives 293 estaven ocupades (150 homes i 143 dones) i 19 estaven aturades (9 homes i 10 dones). De les 122 persones inactives 38 estaven jubilades, 68 estaven estudiant i 16 estaven classificades com a «altres inactius».

### Ingressos
El 2009 a Bras-sur-Meuse hi havia 251 unitats fiscals que integraven 679 persones, la mediana anual d'ingressos fiscals per persona era de 18.104 €.

### Activitats econòmiques
Dels 27 establiments que hi havia el 2007, 1 era d'una empresa extractiva, 2 d'empreses alimentàries, 2 d'empreses de fabricació d'altres productes industrials, 3 d'empreses de construcció, 9 d'empreses de comerç i reparació d'automòbils, 1 d'una empresa de transport, 2 d'empreses d'hostatgeria i restauració, 1 d'una empresa financera, 1 d'una empresa immobiliària, 3 d'empreses de serveis, 1 d'una entitat de l'administració pública i 1 d'una empresa classificada com a «altres activitats de serveis».
Dels 4 establiments de servei als particulars que hi havia el 2009, 2 eren guixaires pintors, 1 perruqueria i 1 restaurant.
L'únic establiment comercial que hi havia el 2009 era una fleca.
L'any 2000 a Bras-sur-Meuse hi havia 4 explotacions agrícoles.

## Equipaments sanitaris i escolars
El 2009 hi havia una escola elemental integrada dins d'un grup escolar amb les comunes properes formant una escola dispersa.

## Poblacions més properes
El següent diagrama mostra les poblacions més properes.